# فرانکلین پیرس آدامز
فرانکلین پیرس آدامز (انگلیسی: Franklin P. Adams; ۱۵ نوامبر ۱۸۸۱ – ۲۳ مارس ۱۹۶۰) ستون‌نویس و شاعر آمریکایی بود. وی بین سال‌های ۱۹۰۳ تا ۱۹۴۱ میلادی فعالیت می‌کرد. آدامز با نام فرانکلین لئوپولد آدامز در خانواده‌ای از مهاجران یهودی آلمانی در شیکاگو در سال ۱۸۸۱ زاده شد. او در سن سیزده سالگی پس از مراسم بر میتصوا و بت میتصوا نام میانی خود را به پیرس تغییر داد.